# Ломонос Жакмана
Ломонос Жакмана (лат. Clematis ×jackmanii) — вид цветковых растений рода Ломонос (Clematis) семейства Лютиковые (Ranunculaceae).
Довольно широко распространен в культуре в Европе и в Северной Америке.

## Этимология
Русское название рода «ломонос» произошло от способности волосков плодов-семянок ломоноса восточного (Clematis orientalis) попадать в нос человека и вызывать неприятные ощущения. По другим источникам название рода связвно с неприятным запахом некоторых видов. 
Латинское научное название рода Clématis происходит от др.-греч. κληματίς, clēmatís — «вьющееся растение», что в свою очередь образовано от  др.-греч. κλήμα, klḗma — «веточка, росток, усик». В садоводстве (и в русском языке) закрепилась неверная форма ударения в научном названии рода — клема́тис.
Видовой эпитет в честь династии английского садовода и питомниковода Джорджа Жакмана, который получил его гибридизацией между Clematis lanuginosa и красной формой C. viticella.

## Распространение и экология
В природе неизвестен, культивируется повсеместно.

## Ботаническое описание
Деревянистая лиана длиной до 3 м.
Листья непарноперистые, из 3—5 листочков, в верхней части стебля часто простые; листочки от яйцевидных до широкояйцевидных, снизу обычно слабо опушённые.
Цветоносы тонкие, в середине с 2 листовидными прицветниками. Цветки диаметром 10—14 см, обычно по 3, широко раскрытые, фиолетово-пурпурные или почти розовые. Чашелистики обычно в числе 4, обратно-широкояйцевидные; тычиночные нити часто короткие или неравной длины, иногда в нижней части опушённые.
Плоды с длинным перистым носиком.
Цветение в мае — сентябре.

## Таксономия
Вид Ломонос Жакмана входит в род Ломонос (Clematis) трибы Anemoneae подсемейства Лютиковые (Ranunculoideae) семейства Лютиковые (Ranunculaceae) порядка Лютикоцветные (Ranunculales).
|  |                       |  |                                          |                                          |                        |  | ещё 4 подсемейства (согласно Системе APG II) | ещё 4 подсемейства (согласно Системе APG II) |                                      |  |  |  | ещё 6 родов       | ещё 6 родов         |  |  |
|  |                       |  |                                          |                                          |                        |  | ещё 4 подсемейства (согласно Системе APG II) | ещё 4 подсемейства (согласно Системе APG II) |                                      |  |  |  | ещё 6 родов       | ещё 6 родов         |  |  |
|  |                       |  |                                          | семейство Лютиковые                      |                        |  |                                              |                                              | триба Anemoneae                      |  |  |  |                   | вид Ломонос Жакмана |  |  |
|  |                       |  |                                          | семейство Лютиковые                      |                        |  |                                              |                                              | триба Anemoneae                      |  |  |  |                   | вид Ломонос Жакмана |  |  |
|  | порядок Лютикоцветные |  |                                          |                                          | подсемейство Лютиковые |  |                                              |                                              | род Ломонос                          |  |  |  |                   |                     |  |  |
|  | порядок Лютикоцветные |  |                                          |                                          |                        |  |                                              |                                              |                                      |  |  |  |                   |                     |  |  |
|  |                       |  | ещё 9 семейств (согласно Системе APG II) | ещё 9 семейств (согласно Системе APG II) |                        |  |                                              | ещё 8 триб (согласно Системе APG II)         | ещё 8 триб (согласно Системе APG II) |  |  |  | ещё 230—250 видов |                     |  |  |
|  |                       |  |                                          | ещё 9 семейств (согласно Системе APG II) |                        |  |                                              |                                              | ещё 8 триб (согласно Системе APG II) |  |  |  |                   |                     |  |  |